# Françoise de Maintenon
Françoise d'Aubigné Scarron, marchiză de Maintenon (27 noiembrie 1635 - 15 aprilie 1719) a fost metresa regelui Ludovic al XIV-lea al Franței. Inițial, ea a fost cunoscută ca Madame Scarron, și mai târziu ca Madame de Maintenon. Căsătoria cu regele nu a fost anunțată oficial sau admisă ca atare.

## Date biografice

### Copilăria

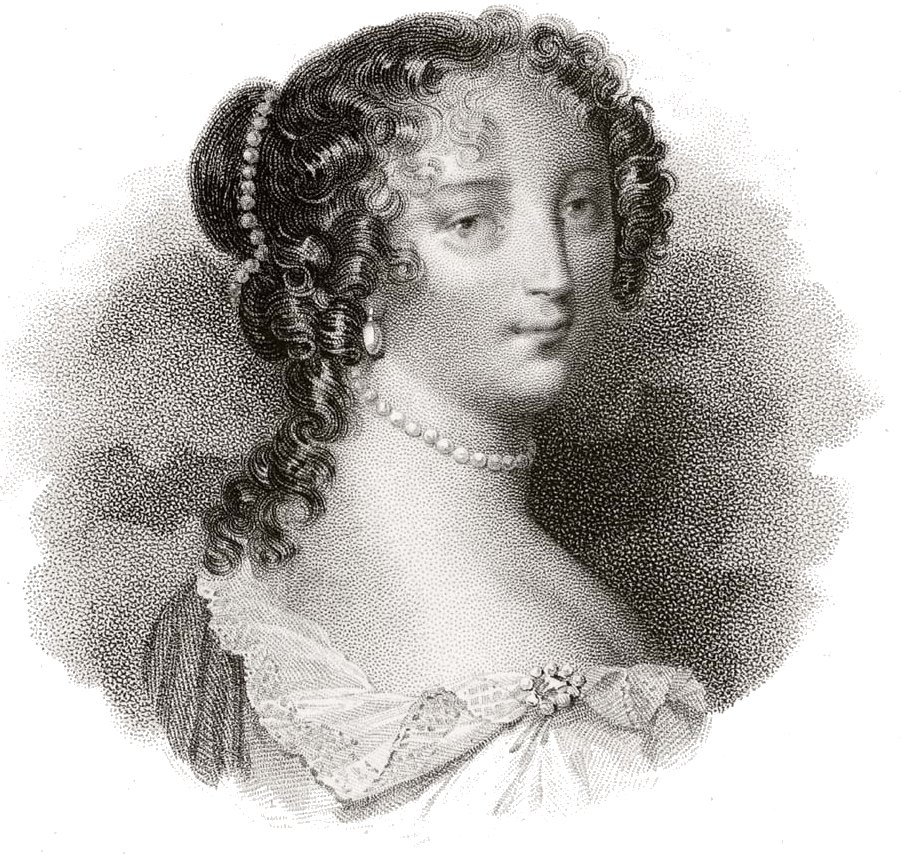
Tânăra Françoise Aubigné

Françoise d'Aubigné s-a născut în 27 noiembrie 1635, în închisoarea Niort, unde tatăl ei, Constant d'Aubigné, era închis. Constant d'Aubigné era fiul celebrului poet și prieten a lui Henric al IV-lea, Agrippa d'Aubigné. Constant în 1618 a renegat religia protestantă ,în 1619 și-a asasinat prima soție, iar puțin timp mai târziu a cheltuit toată zestrea celei de a doua soții. Datorită legăturilor de afaceri cu englezii, a fost suspectat de spionaj și închis. Primele luni de viață Françoise le petrece la mătușa sa protestantă, madame de la Villette, la castelul Mursay. În 1636 tatăl lui Françoise a fost eliberat din închisoare și a mers cu familia sa în insula Martinica, unde a murit în sărăcie în 1645. Anii petrecuți în Martinica vor rămâne adânc întipăriți în memoria lui Françoise, iar mai târziu vor influența cei doi soți:poetul Scaron și regele Ludovic al XIV-lea, care în 1674 va decide intensificarea culturii trestiei de zahăr în Martinica și Santo Domingo. Datorită șederii în Martinica va fi supranumită  Belle Indiene(frumoasa din India), la întoarcerea sa în Franța. Văduva lui a revenit în Franța, unde  Françoise și cei doi frați sunt luați de cumnata sa, madame de la Villette, care avea mijloace financiare pentru a le putea asigura o bună îngrijire copiilor. Acolo, Françoise trăiește câțiva ani în liniște, până nu-și amintește de ea nașa ei, madame de Neuillant. Aceasta la început o ia ca servitoare, apoi văzând dificultatea de a o readuce la catolicism, o duce împotriva voinței ei, la mănăstirea Ursulinelor, întâi la Niort,  apoi la Paris. La mănăstire datorită afecțiunii unei călugărițe, tânăra renunță la credința protestantă, condiție necesară pentru a o însoți pe madame Neuillart în saloanele Parisului. La una dintre aceste reuniuni mondene, ea îl cunoaște pe cavalerul de Méré, care se oferă să se ocupe de educația ei.

### Prima căsătorie

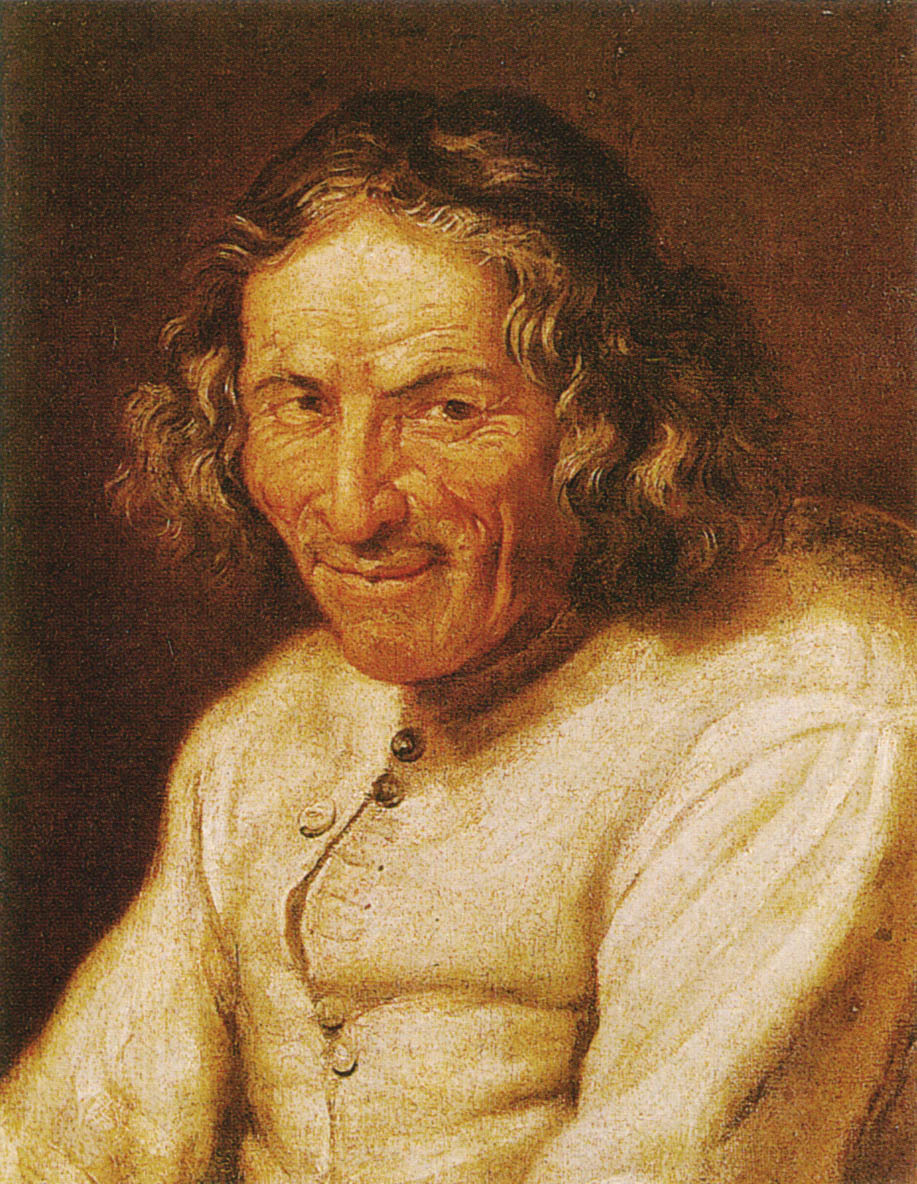
Paul Scarron primul soț

Patru ani după întoarcerea în Franța, Françoise se căsătorește cu scriitorul Paul Scarron, cu douăzecișicinci de ani mai în vârstă, pe jumătate paralizat din cauza artritei. Frumoasă și înțeleaptă, dar fără un ban, avea șaisprezece ani. El s-a oferit să o ia de soție sau să-i ofere dota necesară intrării la mănăstire. Se spune că ea ar fi spus: mai bine mă căsătoresc cu el decât să ajung în mănăstire. Se căsătoresc în 4 aprilie 1652, iar căsătoria durează opt ani. Cultivat, prieten cu numeroși artiști, salonul său era frecventat de cele mai prestigioase nume ale Parisului: mareșalul d'Albret, marchizul de Villarceaux, abatele de Choisy. Ea îi va cunoaște pe Jean Racine, Madame de Sévigné și pe Madame de Montespan, viitoarea favorită a lui Ludovic al XIV-lea, din 1667-1679,dându-i șapte fii. În 1660, la decesului lui Scarron, avea douăzecișicinci de ani, o vastă cultură, dar era din nou săracă. În timpul căsătoriei sale învăța-se arta de a se face plăcută în cadrul relațiilor suspuse, astfel Anna de Austria, solicitată de prieteni comuni, i-a acordat o mică pensie de 2000 de livre văduvei. După moartea reginei, madame de Montespan, chiar dacă nu era încă favorita regelui, intervine pe lângă  Ludovic XIV-lea, iar pensia nu-i este suspendată.  Madame Scarron se pregătește să părăsească Parisul pentru Lisabona ca doamnă de onoare a noii regine a Portugaliei, Marie-Françoise de Nemours. Înainte de plecare ea o întâlnește pe Madame de Montespan, care era deja metresa regelui Ludovic XIV. Madame de Montespan o reține la Paris.

### Guvernanta copiilor regelui

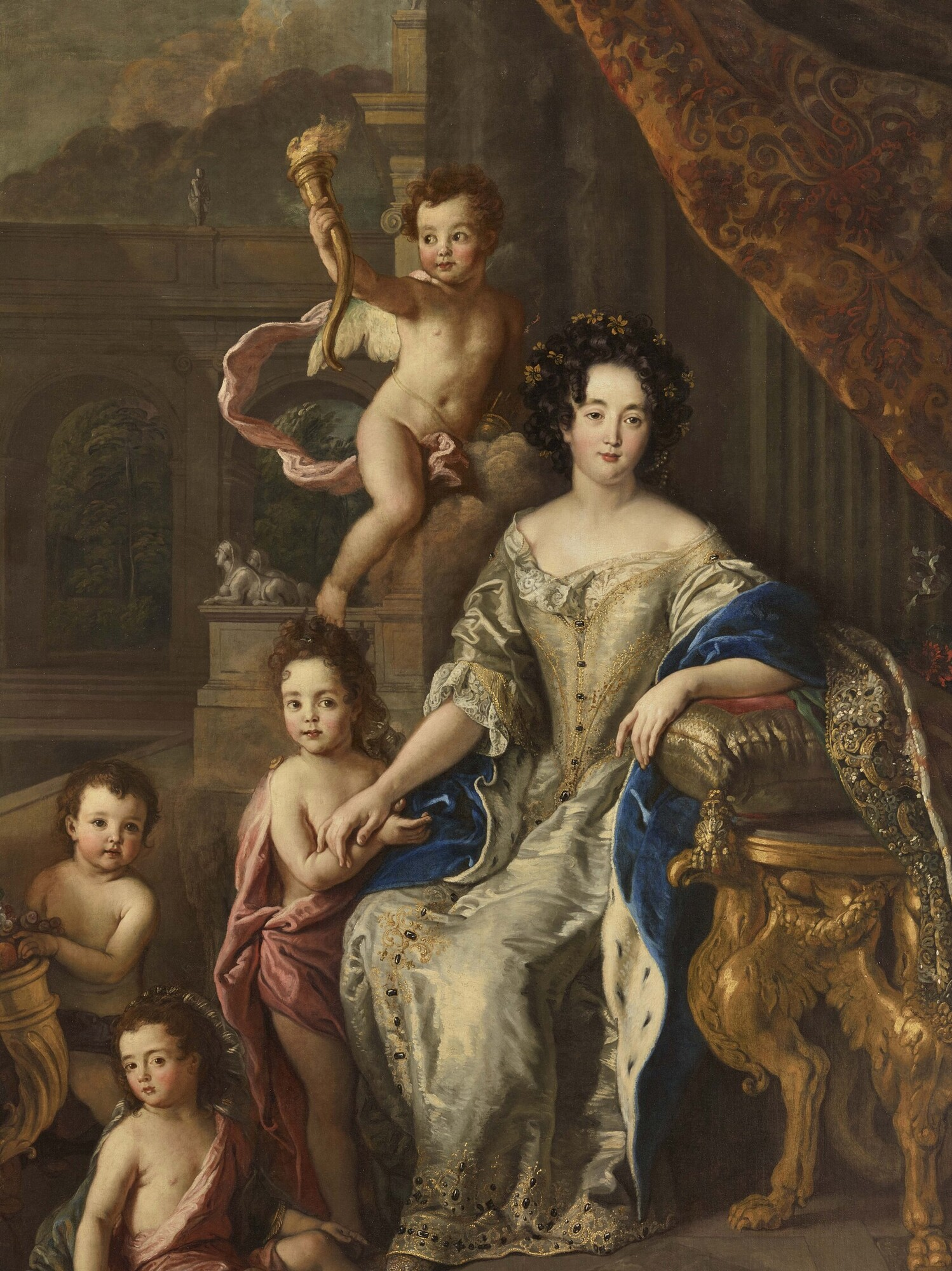
Madame de Montespan cu copiii săi

Madame de Montespan se gândește să o facă  guvernanta copiilor săi datorită calităților acesteia: era amuzantă, discretă și mai ales pentru că Françoise știa că servindu-l pe rege,  nu avea decât de câștigat. În 1669, când Madame de Montespan, a născut primul copil al regelui Ludovic, ea i-a încredințat copilul lui Françoise care se instalează în apropierea Parisului, la Vaugirard, unde îl va întâlni pentru prima dată pe rege, care venise să-și vadă copiii. Aici regele, care își iubea mult copiii, observă afecțiunea maternă a văduvei pentru copii; mai târziu, la moartea unuia dintre copii remarcă durerea și lacrimile ei și a spus: Ce bine știe ea să iubească, trebuie să fie o plăcere să fi iubit de ea. În 1673 după ce primii doi copii sunt recunoscuți de rege (numele mamei rămâne în mod oficial necunoscut), ea se mută la Versailles. În 27 decembrie 1674 cumpără cu 150000 de livre, castelul și titlul de Maintenon, unde uneori vor veni și copiii regelui. În timp ce se îndepărta de amanta oficială, regele se lăsa fermecat de guvernanta dulce și disponibilă, pe când cealaltă era colerică și egoistă.

### Marchiza de Maintenon

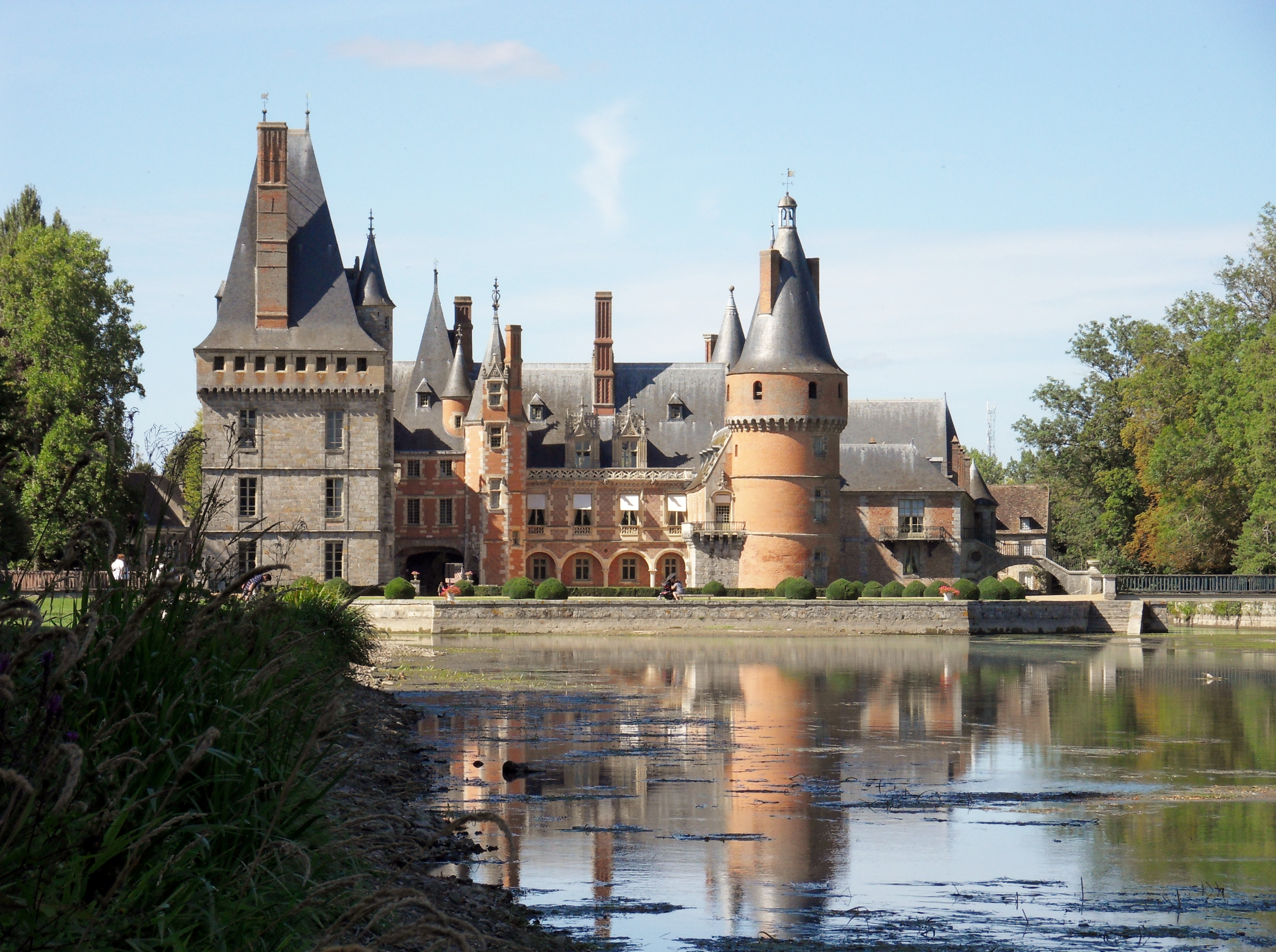
Castelul de Maintenon

Dacă ne luăm după jurnalul regelui, relația lor a început în 1675:"...il y a quelques jours un gentilhomme de gris vêtu, peut-être un prince errant incognito, entreprit durant la nuit une nimphe égarée dans le parc de Saint Germain. Il savoi le nom de cette nymphe, qu'elle était belle, bonne, pleine d'esprit mais sage. La nymphe cependant se laissa faire et ne lui refusa aucune faveur. Cette nymphe ressemblait à s'y méprendre à M. Sc.; e je crois deviner qui étoit le prince vêtu de gris. Ce prince est comme  moi, il déteste les femmes légères, il honnit les prudes, il aime les sages". ("...acum câteva zile un gentilom îmbrăcat în gri, poate un prinț în icognito, întâlnește în noapte o nimfă care se rătăcise în parcul din Saint-Germain. El cunoștea numele nimfei, și știa că e frumoasă, bună, plină de spirit, dar înțeleaptă. Și totuși nimfa l-a lăsat să facă, nu-i refuză nici o favoare. Aceasta se asemăna în mod surprinzător cu madame Sc.; și eu cred că știu cine era prințul îmbrăcat în gri. Acest prinț e unul ca mine, detestă femeile ușoare, gândește rău de cele care se prefac modeste, iubește femeile înțelepte"). În același an regele o face marchiză de Maintenon, lăsând în urmă numele bătrânului soț Scarron. În 1680, regele a numit-o pe Madame de Maintenon doamnă de onoare pentru nora sa, Delfina. Madame de Maintenon a avut o influență bună asupra regelui, iar Maria-Tereza, care după ce suportase atâția ani răutățile lui Madame de Montespan, a declarat în mod deschis că nu a fost niciodată tratată atât de bine.

### Căsătoria cu Ludovic al XIV-lea

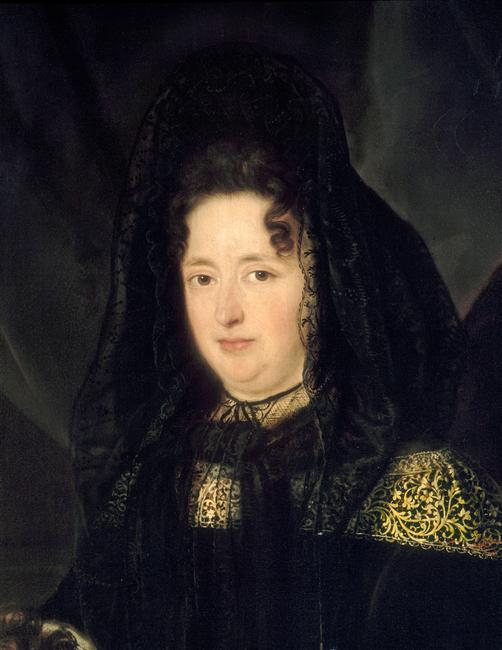
Madame de Maintenon

Încet încet Madame de Montespan cade în dizgrație, compromisă și de afacerea otrăvurilor și părăsește curtea. Regina Maria Tereza moare în 30 iulie 1683. În noaptea dintre 9 și 10 octombrie 1683, printr-o ceremonie secretă madame de Maintenon devine soția morganatică a lui Ludovic al XIV-lea. Ludovic avea 45 de ani, iar madame de Maintenon 48. Au fost căsătoriți cu o ceremonie privată de François de Harlay de Champvallon, arhiepiscopul Parisului, se crede că în prezența duhovnicului regelui Père de la Chaise, marchizului de Montchevreuil, Chevalier de Forbin și Alexandre Bontemps. Având în vedere diferențele de statut social nu se putea căsători cu regele în mod deschis și deveni regină. Chiar dacă acea căsătoria a fost secretă, la curte zvonurile circulă: regele petrece o mare parte din timpul său în apartamentele ei. Ezechiel Spanheim, ambasadorul Brandemburgului scria:"..această relație (între rege și marchiză), care pentru mult timp a fost atribuită exclusiv stimei regelui pentru spiritul plăcut și caracterul doamnei, s-a revelat într-un sfârșit atât de mare și particulară încât se zvonește că s-ar fi căsătorit în secret (...). Această idee luată inițial drept o bârfă de curte, destinată a ridiculiza atașamentul special al regelui, a  început să pară  adevărată multora, chiar dacă nimeni nu îndrăznește să vorbească în mod deschis...Doamna, la început a reușit să cucerească prietenia și confidența Majestății sale, pentru ca mai târziu să-l conducă să facă din ea nu doar confidenta sa (dacă bârfele sunt adevărate) ci chiar soția sa legitimă".

### Influența și sfârșitul

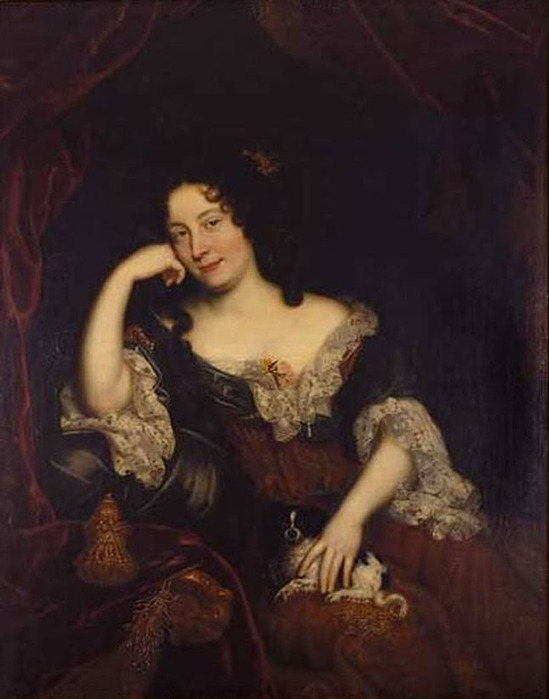
Madame de Maintenon

I-a fost atribuită o influență considerabilă asupra regelui. S-a spus că datorită ei a fost revocat Edictul de la Nantes în 1685, care provocând exodul masiv al protestanților și al capitalurilor lor, a dus la ruina finanțelor și economiei franceze și la izbucnirea războiului succesiunii spaniole din 1701. Chiar dacă a fost învinuită că a fost cauza tuturor relelor și datorită ei la curtea franceză a fost instaurată o climă austeră și severă, istoricii se întreabă care a fost rolul său efectiv și câtă influență a avut în afacerile politice. În amintirea problemelor financiare din tinerețe a fondat în 1686, la Saint-Cyr, un sat la 5 kilometri de Versailles, La maison royal de Saint-Louis, (devenit mai târziu Saint-Cyr-l'École), un colegiu unde tinerele nobile și sărace erau educate. Ea a elaborat regulile instituției, și s-a ocupat personal de fiecare detaliu. A fost considerată o profesoară înnăscută, fiind prietenoasă și maternă cu pupilele ei, printre care s-a numărat și Marie-Adélaïde de Savoia. După revoluția franceză, colegiul este transformat pentru o scurtă perioadă (1790-1793)  în școală pentru fiii ofițerilor, apoi în spital militar până în 1808, iar mai târziu este transformată în Școala militară specială din Saint-Cyr. Ultimii ani Madame de Maintenon i-a consacrat instituției create de ea și salvării sufletelor, în mod special salvării sufletului regelui. Cu trei zile înainte de moartea regelui, în 1715, s-a retras la Saint-Cyr, un internat responsabil cu educația tinerelor fete nobile și fără bani fondat în 1686 . Ducele de Orléans, ca regent, a onorat-o cu o pensie de 48000 de livre. La Saint-Cyr ea a continuat să primească vizite până la moartea sa. Într-o dimineață ea s-a trezit și a văzut un bărbat foarte înalt așezat pe un scaun la picioarele patului. În loc să fie surprinsă, ea știa cine este, iar când el a întrebat-o care este boala ei, ea i-a răspuns: bătrânețea. Ea l-a întrebat de ce a venit să o vadă, iar el i-a răspuns: am venit să văd ceea ce e vrednic de reținut din Franța. Ea a zâmbit și o parte din frumusețea apusă i-a revenit în obraji. Bărbatul era țarul Petru I al Rusiei, care mai târziu a spus consilierilor săi că ea a făcut un mare serviciu regelui și națiunii. A murit în 15 aprilie 1719 și a fost înmormântată la Saint-Cyr. Bătrână, a spus ea singură un genial  epitaf al vieții sale: Selon la longue expérience que j'ai accumulée maintenant que j'ai dépassé les 80 printemps, j'ai pu constater que la Vérité n'existe qu'en Dieu et que le reste n'est qu'une question de point de vue.- "Din experiența îndelungată pe care am acumulat-o acum când am depășit 80 de primăveri, am constatat că Adevărul există doar în Dumnezeu și că restul nu este decât o chestiune de puncte de vedere".